# Joseph Gayetty

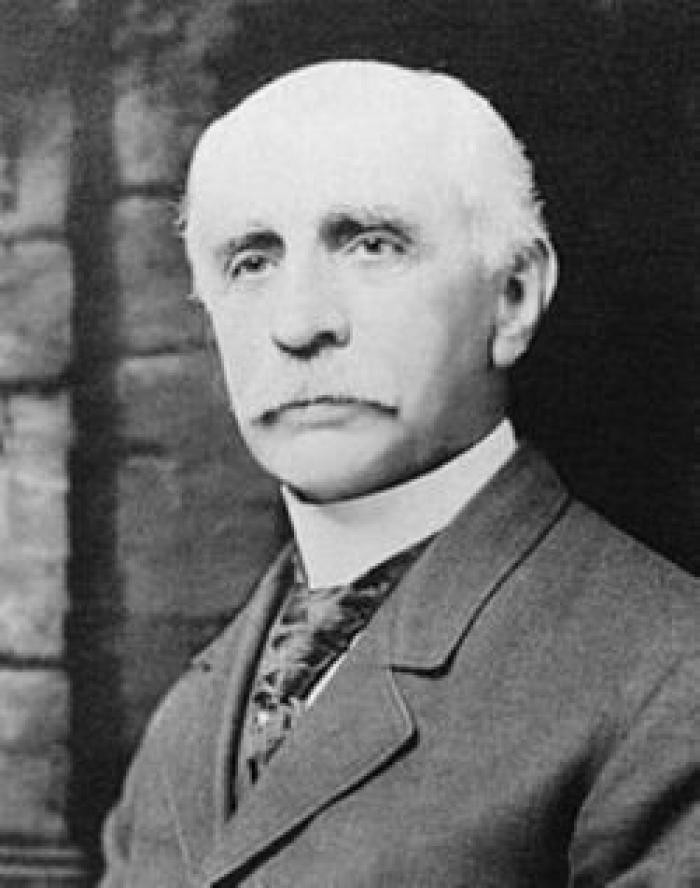
Joseph Gayetty

Joseph C. Gayetty uit New York was de uitvinder van het toiletpapier in 1857. Het werd geproduceerd onder de naam 'Gayetty's Medicated Paper' door de Joseph C. Gayetty Company uit New Jersey en werd verkocht in verpakkingen van 500 vel voor een bedrag van 50 dollarcent per pak. Als bijzonderheid had Gayetty elk vel met watermerk van zijn eigen naam voorzien. Het bevatte een hoeveelheid aloë voor een 'genezende werking' en werd daarom niet alleen aangeprezen voor de hygiëne maar ook ter voorkoming van aambeien.
De verkoop was geen groot succes, niet alleen door de hoge prijs maar ook vanwege de slechte acceptatie door zijn landgenoten, die liever catalogi of oud papier bleven gebruiken.
De gebroeders Irvin en Clarence Scott van de Scott Paper Company in Philadelphia kwamen in 1890 op het idee om de losse velletjes om een rol te wikkelen.